# Лунная программа Китая
Лунная программа Китая (кит. упр. 中国 探 月, пиньинь Zhōngguó Tànyuè) — программа исследований Луны, реализуемая Китайским национальным космическим управлением (CNSA). Генеральный конструктор программы до 2010 года — Сунь Цзядун, с 2010 — У Вэйжэнь.
Главным научным сотрудником программы был назначен геолог, химик-космолог Оуян Цзыюань, инициатор разработки лунных запасов (титана, как ценного металла, и гелия-3 , как топлива для термоядерной энергетики будущего).
Развитие программы зондирования Луны было предложено экспертами Китая по космическим полётам в 1991 году. Разработка программы зондирования Луны была начата в 1998 году Комиссией по науке, технологии и промышленности для обороны (COSTIND) Госсовета КНР. Предварительные исследования по зондированию Луны были начаты CNSA в апреле 2003 года. Программа зондирования при обращении вокруг Луны (кит. упр. 绕月探测工程) была утверждена Госсоветом КНР 23 января 2004 года. А 25 февраля того же года было проведено первое собрание руководящей группы программы, где были приняты «Общие требования к исследованию и производству для программы зондирования при обращении вокруг Луны», и тогда же эта программа получила название «Программа Чанъэ» (кит. упр. 嫦娥工程) в честь китайской богини Луны Чанъэ.
Китай последовательно стал третьей, после СССР и США, страной, осуществившей мягкую посадку на Луну; второй, после СССР, страной, успешно управлявшей дистанционными луноходами и доставившей с Луны грунт автоматической станцией, и первой страной, проводившей исследования на обратной стороне Луны. Будущая его программа нацелена на пилотируемые миссии и создание обитаемого форпоста в районе южного полюса Луны.
Захватив в начале XXI века лидерство в освоении Луны, Китай стал претендентом на выигрыш во «второй лунной гонке» (за то, чтобы стать первой страной, создавшей обитаемый форпост на Луне и второй страной, обеспечившей высадку человека на Луну) в случае нереализации или затягивания аналогичных планов США, России, Европы, Японии и Индии. Китай планирует пилотируемые полёты к Луне в 2030-е годы и строительство в 2031—2035 годы Международной лунной станции вместе с Россией, с возможностью присоединения к этому проекту на равных правах и других участников.

## Структура программы
Лунная программа Китая началась с четырёх основных этапов, каждый из которых является подготовительным для следующего. Аппараты каждого этапа дублируются. На 2024 год ведётся подготовка к четвёртому этапу, все предыдущие этапы пройдены успешно.

### Этап I: полёты по окололунной орбите
Первый этап предусматривал вывод двух аппаратов на селеноцентрическую орбиту, и к настоящему времени успешно осуществлён. Отработка задач I этапа была возложена на аппараты «Чанъэ-1» и «Чанъэ-2».

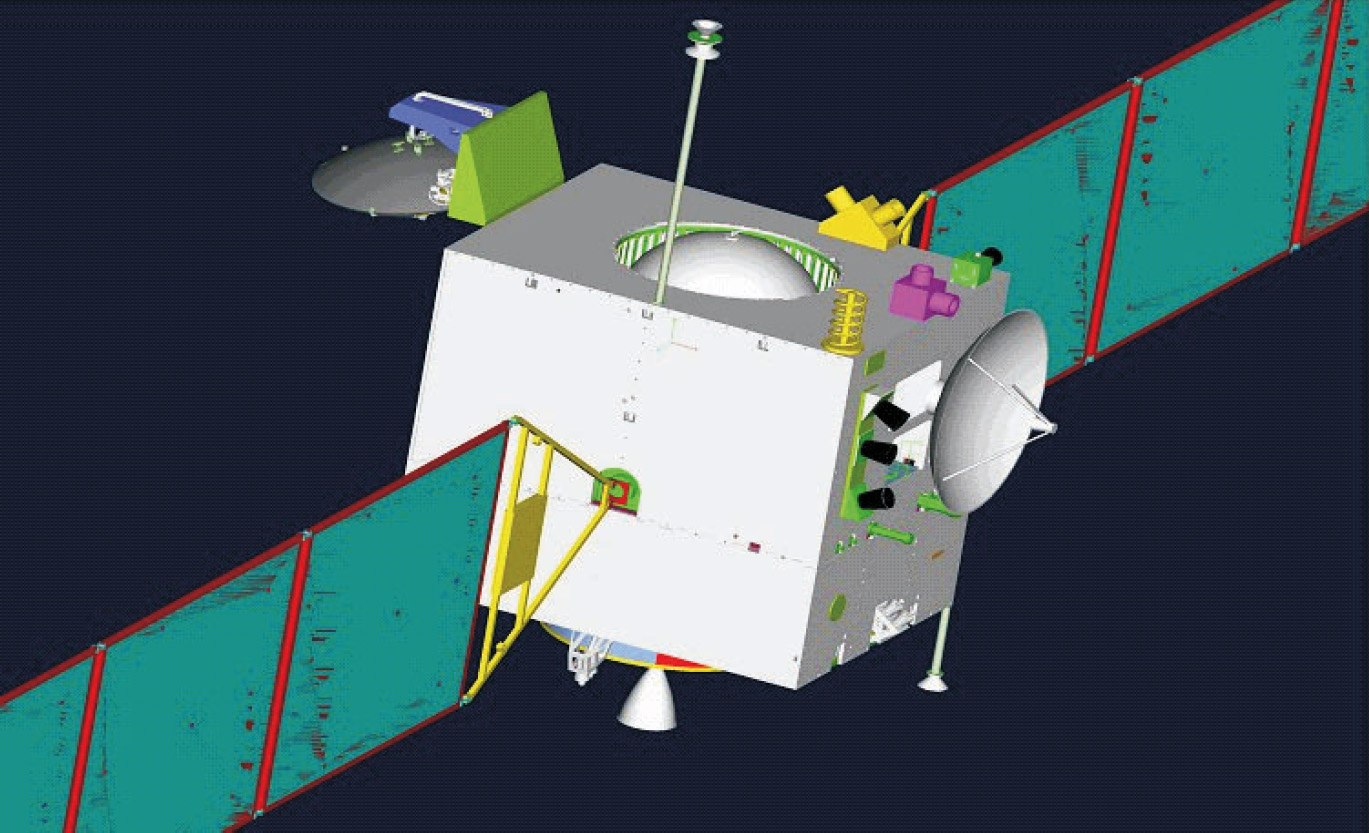
«Чанъэ-1»

- Первый китайский лунный модуль «Чанъэ-1» был запущен 24 октября 2007 года ракетой-носителем «Чанчжэн-3A» с космодрома Сичан и вышел на окололунную орбиту 5 ноября. Миссия модуля предусматривала, в частности, сбор данных для построения трёхмерной топографической карты Луны, которая могла бы служить основой для будущих мягких посадок космических аппаратов. Первое изображение Луны «Чанъэ-1» передал 26 ноября 2007 года[6], а 12 ноября 2008 года была сформирована полная 3-мерная карта всей лунной поверхности на основе данных, собранных «Чанъэ-1» в период с ноября 2007 по июль 2008 года[7][8]. Общий объём информации, переданной «Чанъэ-1» на Землю, составил 1,37 терабайт[9]. Миссия «Чанъэ-1» была завершена 1 марта 2009 года около 16:13 (пекинское время), когда было осуществлено точно контролируемое китайским центром управления полётами столкновение с поверхностью Луны в районе с координатами 1°30′ ю. ш. 52°22′ в. д. / 1,50° ю. ш. 52,36° в. д.G[10][11].
- Модуль «Чанъэ-2» был запущен 1 октября 2010 года, также с космодрома Сичан, ракетой-носителем «Чанчжэн-3C»[12][13]. 6 октября модуль был выведен на 12-часовую эллиптическую окололунную орбиту с апоселением 8631 км и периселением около 120 км[14][15], а 9 октября — на рабочую селеноцентрическую приполярную орбиту с периселением 101 км, апоселением 103 км и периодом обращения 1 час 58 минут[14][16]. Миссия «Чанъэ-2» заключалась в изучении условий и выборе подходящего места для мягкой посадки модуля «Чанъэ-3».

Эта задача была успешно выполнена — в феврале 2012 COSTIND опубликовало топографическую карту поверхности Луны с разрешением в 7 метров, созданную на основе снимков, полученных с «Чанъэ-2». После выполнения лунной программы в июне 2011 года «Чанъэ-2» был направлен в точку Лагранжа L2 системы Земля-Луна, а 15 апреля 2012 года — к следующей цели, астероиду (4179) Таутатис. 13 декабря 2012 года «Чанъэ-2» совершил пролёт мимо него на расстоянии 3,2 километра, получив снимки поверхности астероида с разрешением 10 метров, которые впоследствии были выложены для открытого доступа. После облета Таутатиса «Чанъэ-2» был отправлен в глубокий космос для дальнейшего тестирования сети TT & C.

### Этап II: мягкая посадка на Луну
Второй этап предусматривал осуществление мягкой посадки космических аппаратов на поверхность Луны и доставку луноходов. Этап включает миссии модулей «Чанъэ-3» с луноходом «Юйту» и «Чанъэ-4».

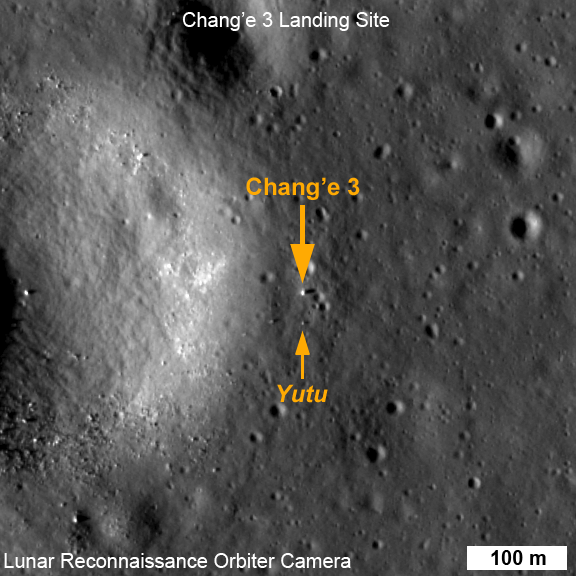
«Чанъэ-3» (отмечен большой стрелкой) и «Юйту» (малая стрелка) на фото, сделанном LRO 25 декабря 2013 года

- Модуль «Чанъэ-3» был запущен 2 декабря 2013 года с космодрома Сичан ракетой-носителем «Чанчжэн-3C» и произвёл мягкую посадку на Луну 14 декабря[20]. Это была первая мягкая посадка на Луну с 1976 года, после советской АМС «Луна-24». КНР, таким образом, стала третьей державой после СССР и США, осуществившей мягкую посадку на Луну.

В состав аппарата, доставленного на Луну, входили стационарная лунная станция и планетоход «Юйту» (кит. 玉兔, пиньинь Yùtù, «нефритовый заяц»). Луноход «Юйту» имеет 1,5 метра в длину, 1 метр в ширину и 1,1 метр в высоту (немногим меньше, чем марсоходы Спирит и Оппортьюнити). Его масса составляет 140 кг, из которых около 20 кг — полезная нагрузка. В состав оборудования «Юйту» входят георадар и два спектрометра, (один из которых работает в инфракрасном диапазоне, а другой, APXS, детектирует альфа-частицы и рентгеновское излучение) для исследования состава и структуры лунного грунта на глубину до 100 метров. Также на «Юйту» имелся манипулятор для позиционирования APXS. На мачте «Юйту» высотой 1,5 метра размещались 2 панорамные и 2 навигационные камеры.
Миссия «Юйту» была реализована лишь частично из-за возникших технических проблем.
- Миссия «Чанъэ-4» является продолжением и дублёром «Чанъэ-3», также предусматривает доставку на обратную сторону Луны, стационарного модуля и лунохода. Запуск модуля первоначально был запланирован на 2015 год[24][25]. АМС «Чанъэ-4» была запущена 7 декабря 2018 года (8 декабря по китайскому времени). 3 января 2019 года она прилунилась (первая в мире успешная мягкая посадка на обратной стороне Луны) в кратере Фон Карман и сделала первый в мире снимок поверхности обратной стороны Луны с близкого расстояния. В тот же день успешно начал работу первый в мире луноход на обратной стороне Луны «Юйту-2»; благодаря ретрансляционному спутнику «Цюэцяо», обеспечивающему связь Земли с луноходом, начала осуществляться первая в мире телекоммуникационная связь с обратной стороной Луны. 11 января миссия «Чанъэ-4» успешно завершилась фотографией лунохода, миссия которого ещё только начиналась[26][27]. К 8 августа 2019 года «Юйту-2» проехал 271 метр по обратной стороне Луны, проводя различные научные исследования и передавая данные на Землю[28].

### Этап III: доставка лунного грунта на Землю
Третий этап предусматривал доставку на Землю образцов лунного грунта и включает в себя миссии «Чанъэ-5Т1» и «Чанъэ-5».
- Миссия модуля «Чанъэ-5Т1» предназначалась для подготовки полёта станции «Чанъэ-5», включая облёт Луны и возвращение на Землю. Запуск «Чанъэ-5T1» был осуществлён с помощью ракеты-носителя «Чанчжэн-3C» с космодрома «Сичан» 23 октября 2014 года, аппарат состоял из служебного модуля на платформе «DFH-3A» и спускаемого аппарата. 28 октября «Чанъэ-5T1» завершил облет Луны и приступил к возвращению на Землю. 31 октября 2014 года в 21:53 UTC спускаемый аппарат «Чанъэ-5T1» отделился от служебного модуля, в 22:13 вошёл в земную атмосферу со скоростью, близкой к 11,2 км в сек и в 22:42 совершил мягкую посадку в хошуне Сыцзыван автономного района Внутренняя Монголия[29].

- Служебный модуль «Чанъэ-5Т1» после отделения спускаемого аппарата остался на окололунной орбите с целью отработки навигации и маневрирования для будущих полётов космических станций, планируемый срок его эксплуатации — до мая 2015 года[30].

- «Чанъэ-5» планировалось запустить в 2017 году с помощью ракеты «Чанчжэн-5»[31]. Спускаемый аппарат станции должен был произвести забор образцов лунного грунта весом до 2 кг и возвратиться с ними на Землю[32]. Запуск был перенесён сначала на 2019, а потом на 23 ноября 2020 года[33]. Миссия увенчалась успехом, 2 кг лунного грунта были доставлены на Землю 16 декабря 2020 года[34]. Это было первое возвращение лунных образцов за более чем 40 лет[35]. После проведённых исследований доставленного лунного грунта Китайское национальное космическое агентство и Управлении по атомной энергии Китая (CAEA) сообщили об открытии нового, шестого по счёту, минерала, обнаруженного людьми на Луне — он был назван Changesite-(Y), «Камень Чанъе». Китай стал третьей страной в мире, открывшей новый лунный минерал, отнесенный к разряду фосфатных[36].

Запланированные миссии по доставке лунного грунта: «Чанъэ-6» в 2023 году по плану должен будет доставить на Землю образцы из древнего и привлекательного с научной точки зрения бассейна Южный полюс — Эйткен на обратной стороне Луны. Миссия потребует помощи спутника-ретранслятора, поскольку обратная сторона Луны никогда не обращена к Земле.

### Этап IV: Развёртывание роботизированной научной станции на Южном полюсе Луны
Четвертый этап предполагает подготовку к созданию и развертывание МНЛС.
- Первый аппарат этого этапа, «Чанъэ-6», совершил полет к обратной стороне Луны и впервые в истории доставил от туда образцы грунта на землю в 2024 году[39];

- Второй, «Чанъэ-7», планируется запустить в 2026[40][41][42].

Далее, в 2026—2030-е годы, «Чанъэ-8» должен будет, совместно с российским аппаратом «Луна-28», начать строительство Международной лунной станции.

### Пилотируемые миссии
- На 2028 год запланирован пилотируемый облёт Луны на корабле Мэнчжоу[44][45].
- На 2030 год запланирована посадка пилотируемого корабля на Луну[46].